# Другият
„Другият“ (на испански: El otro) е мексиканска теленовела от 1960 г., създадена от Каридад Браво Адамс, режисирана от Херман Роблес, и продуцирана от Ернесто Алонсо в сътрудничество с Colgate-Palmolive и Telesistema Mexicano.
В главните роли са Хулио Алеман и Ампаро Ривейес.

## Сюжет
Историята ни води към живота на Ада, голямата дъщеря от забележително семейство, и по-малката ѝ сестра, Наталия. Между двете има голяма сестринска обич. Ада е много красива млада жена, но и арогатна. На едно вечерно тържество, Рафаел, новият миньор, се запознава с Ада, който е пленен от красотата ѝ. Същата тази вечер, Наталия съблазнява Виктор, годеникът на сестра ѝ, и двамата се отдават на изкушението. Когато Ада разбира какво се е случило, принуждава Виктор да се ожени за Наталия. Наталия забременява от Виктор, но той не иска да се жени за нея, накрая се съгласява, въпреки че обича Ада. Искайки да отмъсти, Ада започва да флиртува с Рафаел.
Ада и Рафаел се женят, макар че тя все още изпитва чувства към Виктор, но ги отрича. Любовта на Рафаел го превръща в „другия“ в живота на Ада. Заради тяхната горделивост, Ада и Рафаел са в постоянни конфликти, но все пак, Ада се влюбва в него, пренебрегвайки гордостта си.

## Актьори
- Хулио Алеман – Рафаел
- Ампаро Ривейес – Ада
- Анита Бланх – Наталия
- Исабелита Бланх
- Едуардо Алкарес – Виктор
- Херман Роблес
- Оливия Мишел
- Антонио Рахел

## Премиера
Премиерата на Другият е през 1960 г. по Canal 4. Последният 30. епизод е излъчен същата година.

## Адаптации
- През 1999 г. е създадена мексиканската теленовела Заради любовта ти, продуцирана от Анджели Несма за Телевиса. С участието на Габриела Спаник и Саул Лисасо